# Saint-Denis (Senna-Saint-Denis)
Saint-Denis (AFI: [sɛ̃ dəni]) è un comune francese di 114 027 abitanti situato nel dipartimento della Senna-Saint-Denis nella regione dell'Île-de-France. I suoi abitanti si chiamano Dionysiens: in latino Denis si dice Dionysius (da cui l'italiano Dionigi), derivato del nome del dio greco Dioniso.
Saint-Denis è membro-fondatore della Comunità d'agglomerazione Plaine Commune, che si estende su otto città alle porte di Parigi. Il centro abitato si sviluppò intorno alla tomba di Dionigi di Parigi (Denis), su cui poi sorse la basilica a questi intitolata.

## Storia
Dal 2025, Saint-Denis incorpora anche il territorio di Pierrefitte-sur-Seine, che è divenuto comune delegato in seguito a una fusione.

## Monumenti e luoghi d'interesse
- Basilica del XII secolo, necropoli dei re di Francia, è chiesa cattedrale, abbaziale e reale allo stesso tempo
- Stade de France, inaugurato nel gennaio 1998, è il più importante stadio di Francia.
- Casa d'educazione della Legion d'Onore, di fianco alla basilica, che educa, all'origine, le figlie orfane di genitori insigniti con la legione d'onore.[2]

## Società

### Evoluzione demografica
Abitanti censiti

## Geografia antropica

### Suddivisioni amministrative
La città è divisa in quattro cantoni:
- Il cantone di Saint-Denis-Nord-Est formato da una parte di Saint-Denis (47 886 abitanti);
- Il cantone di Saint-Denis-Nord-Ovest formato da una parte di Saint-Denis (27 159 abitanti);
- Il cantone di Saint-Denis-Sud formato da una parte di Saint-Denis e da una parte di Saint-Ouen-sur-Seine e del comune di L'Île-Saint-Denis (31 615 abitanti);
- Il cantone di Pierrefitte-sur-Seine formato da una parte di Saint-Denis et dal comune di Villetaneuse (40 668 abitanti).

## Infrastrutture e trasporti
La principale via d'accesso alla città è l'A86, un'autostrada che circonda l'area metropolitana parigina. La RN 1 è la principale collegamento tra Saint-Denis e Parigi.
La stazione di Saint-Denis, situata lungo la linea Parigi-Lilla, è servita dalla Linea RER D e dalla linea H del Transilien. 
La città è servita dalla linea 13 della metropolitana di Parigi e dalla linea T1 e T8 della Rete tranviaria dell'Île-de-France.

## Amministrazione

### Gemellaggi
- Cordova
- Gera
- North Lanarkshire
- Porto Alegre
- Sesto San Giovanni[3]
- Tuzla
- in progetto con  Gaza

Programmi di aiuto e collaborazione:
- Larbaa Nath Irathen
- Tiznit
- Djélébou
- Karakoro
- Sahel

## Sport

### Impianti sportivi
A Saint-Denis sorge lo Stade de France, inaugurato nel gennaio 1998, che è il più importante stadio di Francia.